# NGC 824
NGC 824 is een balkspiraalstelsel in het sterrenbeeld Oven. Het hemelobject werd op 29 november 1837 ontdekt door de Britse astronoom John Herschel.

## Synoniemen
- PGC 8068
- ESO 354-37
- MCG -6-5-28